# Neuraeschna titania
Neuraeschna titania är en trollsländeart som beskrevs av Jean Belle 1989. Neuraeschna titania ingår i släktet Neuraeschna och familjen mosaiktrollsländor. IUCN kategoriserar arten globalt som livskraftig. Inga underarter finns listade i Catalogue of Life.